# Dolichopeza (Dolichopeza) minnamurra
Dolichopeza (Dolichopeza) minnamurra is een tweevleugelige uit de familie langpootmuggen (Tipulidae). De soort komt voor in het Australaziatisch gebied.